# 白胸繡眼鳥
白胸绣眼鸟（学名：Zosterops abyssinicus），又名阿比西尼亚绣眼鸟，是绣眼鸟科绣眼鸟属的一个种，分布于非洲东北部和阿拉伯半岛南部。
体长10-12厘米，上身为绿色，眼睛周围有一圈狭窄的白色圆环，喙和眼睛之间有一条细细的黑线。下身颜色从淡黄色到灰白色不等。这种鸟有各种不同的叫声。
白胸绣眼鸟在非洲的分布范围从苏丹东北向南延伸，穿过厄立特里亚、埃塞俄比亚、索马里兰和肯尼亚，直到坦桑尼亚东北部，此外还出现在索科特拉岛上。在阿拉伯地区，该物种分布在沙特阿拉伯西南部、也门和阿曼南部。白胸绣眼鸟通常在树枝间觅食，有时也会降到地面，主要以昆虫为食，也会采食花蜜。

## 脚注
1. ↑  BirdLife International. . The IUCN Red List of Threatened Species. 2017: e.T103889260A113125903 [amended version of 2016 assessment]  [2022-02-20]. doi:10.2305/IUCN.UK.2017-1.RLTS.T103889260A113125903.en .